# Sunshower
| Recensione | Giudizio |
| ---------- | -------- |
| AllMusic   |          |

Sunshower è il primo album solista della cantante statunitense Thelma Houston, pubblicato dalla casa discografica ABC/Dunhill Records nell'agosto del 1969.

## Tracce

### LP
Lato A
Testi e musiche di Jimmy Webb.
1. Sunshower (From "His Own Dark City") – 3:19
2. Everybody Gets to Go to the Moon – 4:15
3. To Make It Easier on You – 4:43
4. Didn't We – 3:07
5. Crazy Mixed-Up Girl – 4:15
6. Someone Is Standing Outside – 3:30

Lato B
Testi e musiche di Jimmy Webb, eccetto dove indicato.
1. Jumpin' Jack Flash – 3:23 (Mick Jagger, Keith Richards)
2. This Is Where I Came In – 3:12
3. Pocketful of Keys – 3:00
4. This Is Your Life – 3:46
5. Cheap Lovin' – 3:30
6. If This Was the Last Song – 3:18

### CD
Edizione CD del 2010, pubblicato dalla Soul Music .com Records (SMDC 05 CD)
Testi e musiche di Jimmy Webb, eccetto dove indicato.
1. Sunshower – 3:17
2. Everybody Gets to Go to the Moon (By the Light of the Silvery Moon) – 4:16
3. To Make It Easier on You – 4:42
4. Didn't We – 3:10
5. Crazy Mixed-Up Girl – 4:15
6. Someone Is Standing Outside – 3:27
7. Jumpin' Jack Flash – 3:25 (Mick Jagger, Keith Richards)
8. This Is Where I Came In – 3:15
9. Pocketful of Keys – 3:03
10. This Is Your Life – 3:42
11. Cheap Lovin' – 3:30
12. If This Was the Last Song – 3:20
13. Save the Country – 2:47 (Laura Nyro) – Traccia bonus
14. I Just Can't Stay Away – 2:16 (Dan Walsh, Harvey Price) – Traccia bonus
15. I Just Gotta Be Me – 2:23 (Brian Potter, Dennis Lambert) – Traccia bonus
16. Crying in the Sunshine – 2:51 (Mark Klingman) – Traccia bonus
17. (The) Good Earth – 3:01 (Denny McReynolds, Karen O'Hara) – Traccia bonus
18. Ride, Louis, Ride (Change in Louise) – 2:38 (Chris Stainton, Joe Cocker) – Traccia bonus

## Musicisti
- Thelma Houston – voce
- Hal Blaine – batteria, percussioni
- Mike Deasy – chitarra elettrica
- Fred Tackett – chitarra acustica, chitarra elettrica
- Larry Knechtel – clavicembalo, organo, piano
- Joe Osborn – basso fender, basso acustico a 12 corde
- Sid Sharp – concertmaster
- Ginger Blake – cori
- Sherlie Matthews – cori
- Pat Holloway – cori

Note aggiuntive
- Jimmy Webb – produttore, arrangiamenti, note retrocopertina album
- Armen Steiner – ingegnere delle registrazioni
- Phil Yeend – ingegnere delle registrazioni aggiunto

## Classifica
Album
| Anno | Classifica             | Posizione raggiunta |
| ---- | ---------------------- | ------------------- |
| 1969 | Top R&B/Hip-Hop Albums | 50                  |

Singoli
| Anno | Titolo del brano | Classifica        | Posizione raggiunta |
| ---- | ---------------- | ----------------- | ------------------- |
| 1970 | Save the Country | Billboard Hot 100 | 74                  |